# Beata Kucharzewska
Beata Kucharzewska, née le 31 mars 1976 à Niemodlin, est une judokate polonaise.

## Carrière
Beata Kucharzewska est médaillée de bronze par équipes à l'Universiade d'été de 1995 à Fukuoka. Elle participe aux Jeux olympiques d'été de 1996 à Atlanta où elle est éliminée en huitièmes de finale par la Britannique Nicola Fairbrother.
Aux Championnats d'Europe de judo 1997 se déroulant à Ostende, elle y remporte sa seule médaille internationale majeure en terminant troisième de la catégorie des moins de 56 kg.